# Abudimus
Abudimus (? - 305) was een christelijk martelaar uit de 3de eeuw. Hij werd gemarteld op het eiland Tenedos (huidig Turkije), gedurende de christenvervolgingen van Diocletianus.
Hij wordt beschouwd als een heilige binnen de Rooms-Katholieke Kerk. Zijn feestdag is op 15 juli.